# Maersk Supply Service
 Der er for få eller ingen kildehenvisninger i denne artikel, hvilket er et problem. Du kan hjælpe ved at angive troværdige kilder til de påstande, som fremføres i artiklen.

Maersk Supply Service er en global selvstændig forretningsenhed under APMH Invest, som udbyder maritime services og integrerede løsninger til offshore-energisektoren.
Maersk Supply Service blev grundlagt som selvstændig enhed i 1974, og er 100% ejet af A.P. Møller Holding A/S. 
Maersk Supply Service opererer 45 skibe bemandet af mere end 1100 besætningsmedlemmer og supporteret af ca. 200 ansatte på landjorden.